# 新洛哈
新洛哈（西班牙語：Nueva Loja）是厄瓜多爾的城鎮，也是蘇昆比奧斯省的首府，位於該國東北部，距離首都基多265公里，毗鄰與哥倫比亞接壤的邊境，海拔高度510米，2001年人口34,106。